# テレビ東京アート
株式会社テレビ東京アート（英: TV TOKYO Art & Lighting, Inc.、略称：ALTX）は、テレビ東京ホールディングスの連結子会社で、テレビの舞台美術・照明技術業務を行う企業。

## 沿革
- 2005年7月1日 - テレビ東京美術センターとテレビ東京照明が合併し、株式会社テレビ東京アートに改称。
- 2023年11月13日 - コーポレートロゴが改定され、ロゴ表記を「テレ東アート」へ変更[2]。

## 所在地
- 本社 - 東京都港区虎ノ門4丁目3番12号（〒105-8012）
- 天王洲スタジオ分室 - 東京都品川区東品川1丁目3番3号（〒140-0012）

## 所属スタッフ

### 美術部
- 小越敏彦
- 薬王寺哲朗
- 宇野純一
- 本橋智子
- 金森明日香
- 岡野真由子
- 小野清菜
- 三重野基
- 小谷恵
- 岩本朝美
- 篠田幸実
- 野本和広
- 高橋昭三
- 齋藤宗志
- 仙田拓也
- 田汲喜義
- 政所美咲
- 飯田裕貴
- 古川大規

### 照明部
- 瀬戸五郎
- 三浦弘
- 加藤昭比古
- 水野二夫
- 大郷智広
- 高柴圭一
- 栗林智之
- 長治憲明
- 塚生崇
- 宮田和
- 翁美希子
- 小林瑞雪
- 山崎康紀
- 井町成宏
- 宮尾淳一
- 古川雅士
- 和氣義幸
- 曽我秀樹
- 新谷初
- 藤谷直之
- 庄司鉄平
- 新井香澄
- 土谷彩加
- 池田龍司
- 高橋有貴
- 田中光雄
- 紅林寛二
- 吉本紀英
- 小堀雄大